# Té de Labrador

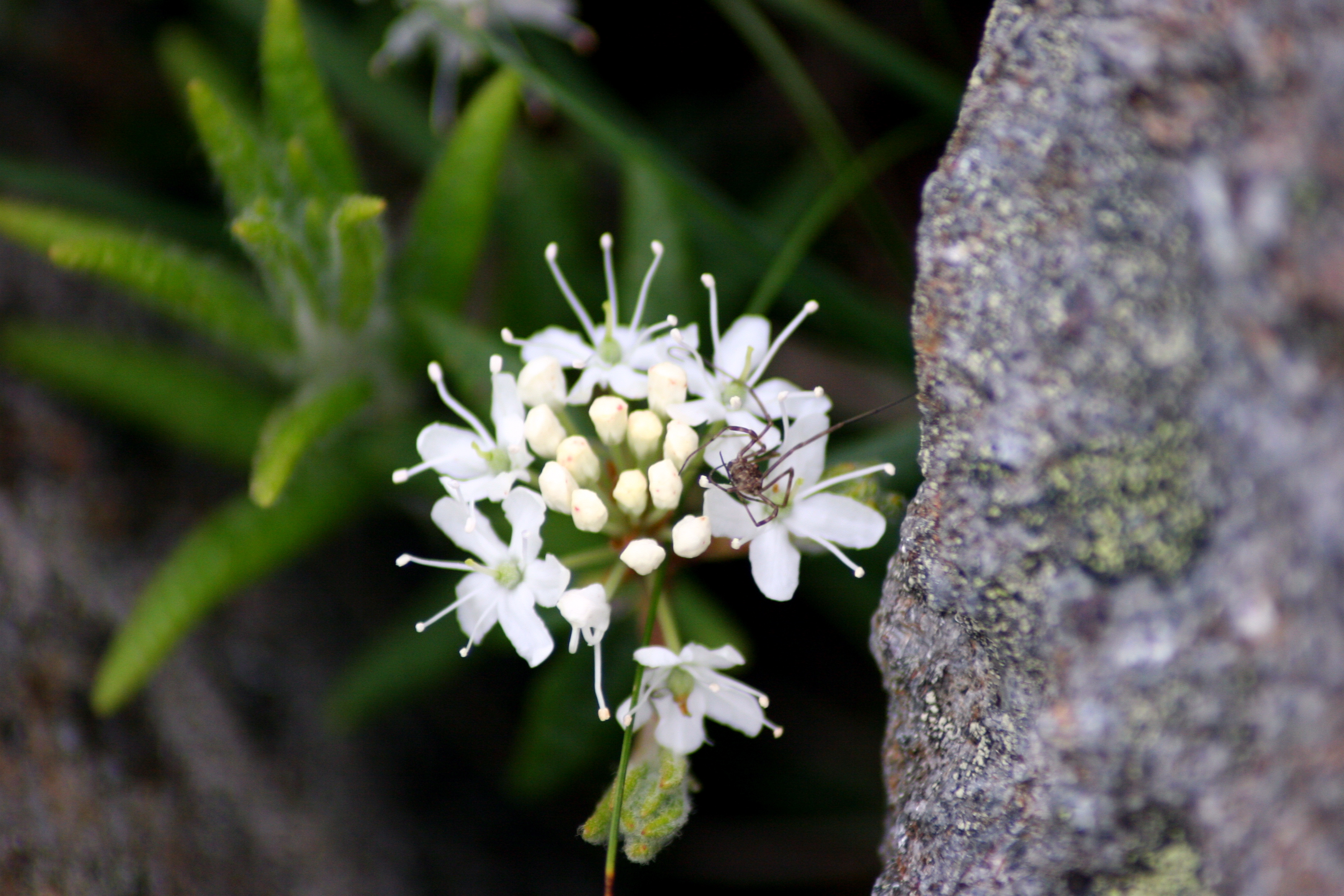
Imagen cercana de una flor de té de labrador, encontrada en la zona alpina del norte de Nueva Hampshire.

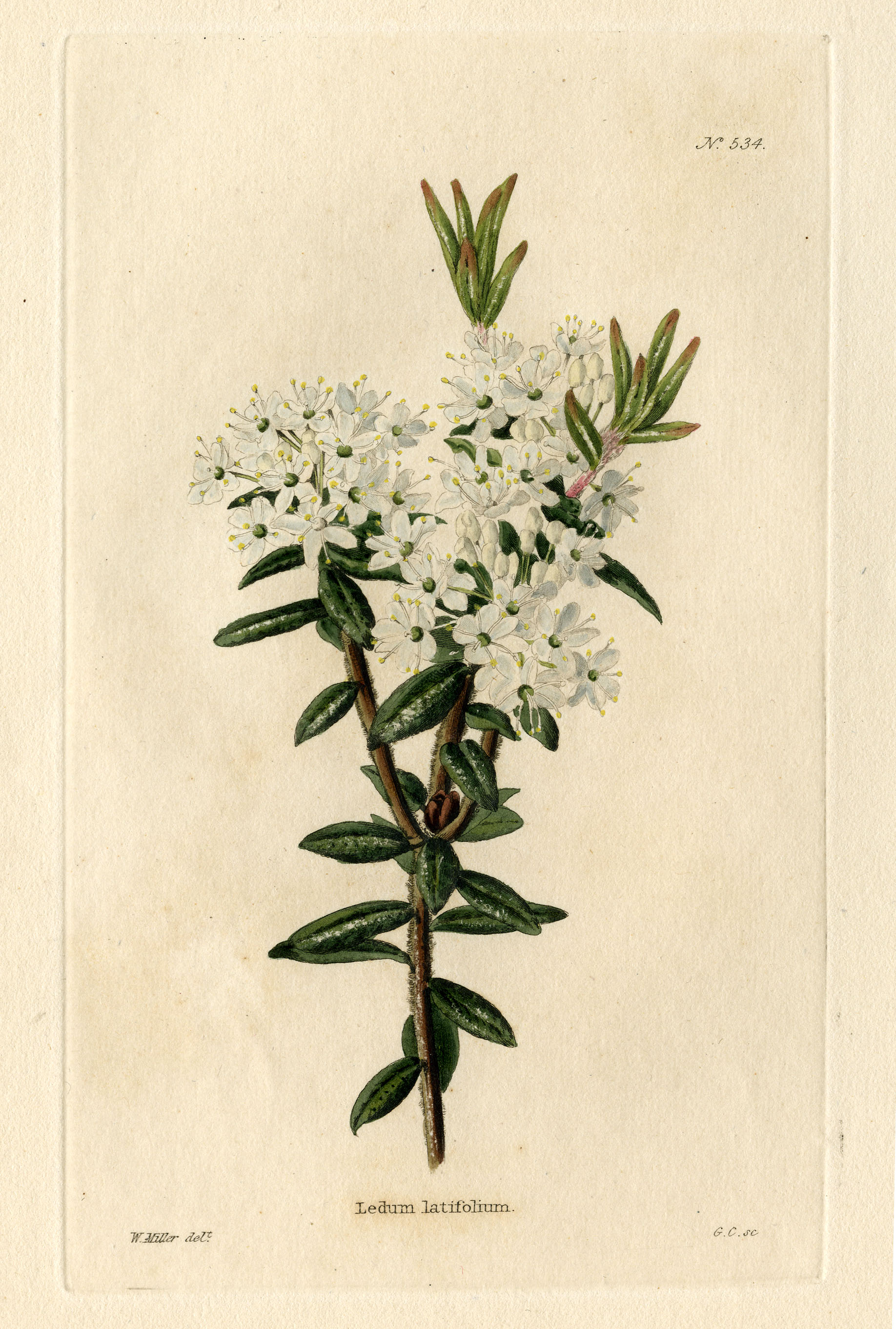
Ledum latifolium, un nombre más temprano para Rhododendron groenlandicum

Té del labrador es un nombre común para tres especies de plantas estrechamente relacionadas y el de un té herbal hecho a partir de ellas. Estas tres especies son plantas principalmente de humedales, pertenecientes a la familia de las ericáceas. 
El té herbal es una bebida favorita entre las tribus atabascas (o atapascas) y los inuit.

## Descripción
Estas tres especies del género Rhododendron usadas para hacer té del labrador son arbustos bajos, de lento crecimiento, con hojas perennifolias:
- Rhododendron tomentosum (anteriormente Ledum palustre),
- Rhododendron groenlandicum, (anteriormente Ledum groenlandicum o Ledum latifolium) y
- Rhododendron neoglandulosum, (anteriormente Ledum glandulosum).

Las hojas son lisas por la parte de arriba, a menudo con bordes arrugados y de color blanco borroso a rojo-marrón en la parte de abajo.

## Usos
Con el té de labrador se prepara comúnmente una tisana, elaborada agregando una cucharadita de hojas secas en una taza de agua hirviendo; a continuación, se deja reposar durante cinco minutos. Se suele endulzar o enriquecer con otros sabores. Tiene efectos tónicos, relajantes y digestivos y es una valiosa fuente de ácido ascórbico. No obstante, debido a su toxicidad, debe ser consumido con precaución y sin superar una toma diaria.
Además, las hojas secas se utilizan para condimentar alimentos, tales como carnes, ensaladas, pasteles, salsas, sopas y cerveza. En la agricultura, puede ser útil para el control de plagas por sus propiedades insecticidas.

## Toxicidad
No hay datos suficientes que demuestren que el consumo del té del labrador sea seguro, puesto que la toxicidad varía entre especies y localidades. El consumo excesivo no es recomendable puesto que puede provocar diuresis, vómitos, mareos y somnolencia. Dosis elevadas pueden causar calambres, convulsiones, parálisis y en casos raros la muerte.
La toxicidad se produce debido a la presencia del sesquiterpenos ledol en todas las especies de té de labrador. R. groenlandicum tiene la menor toxicidad, por contener niveles más bajos de ledol.
Se han documentado intoxicaciones letales en el ganado y algunos casos de intoxicación mortal en seres humanos, debidas a la presencia de grayanotoxinas en el té de labrador.